# Ahome
Ahome es una pequeña ciudad ubicada en el norte del estado de Sinaloa, México. Para diferenciarse del municipio homónimo al que pertenece, también es conocida comúnmente como la Villa de Ahome. Fue fundada el 15 de agosto de 1605 por el Padre Andrés Pérez de Ribas. La Villa de Ahome fue la primera cabecera municipal de su municipio homónimo, desde su creación en 1917 hasta el cambio de cabecera municipal a Los Mochis en 1935. Actualmente es sede de su sindicatura homónima. El censo del 2010, realizado por el INEGI, reportó que tenía una población de 11,331 habitantes.

## Historia
Época del Virreinato de la Nueva España
La Villa de Ahome fue fundada el 15 de agosto de 1605, fecha en que llegó a estas tierras el misionero Padre Andrés Pérez de Ribas. En 1906 la Villa del Fuerte pasó a ser ciudad por decreto del gobernador, General Francisco Cañedo; Ahome se encontraba bajo su jurisdicción como directoría.
Creación y cede del Municipio de Ahome
El decreto de la Legislatura Local de la creación del municipio de Ahome data del 20 de diciembre de 1916, estableciéndose su cabecera municipal en la Villa de Ahome, y aunque estaba prevista la instalación de este nuevo ayuntamiento para el 1 de enero de 1917, no fue sino hasta el día 5 de enero del mismo año en que se llevó a cabo, debido a la instalación del ayuntamiento de Choix el 1 de enero.

Traslado de poderes
El 1 de abril de 1935 el ayuntamiento de Ahome expidió el decreto que solicitaba el traslado de la cabecera y fue sancionado por otro decreto de la Legislatura del estado, expedido el 10 de mayo del mismo año y publicado en el Diario Oficial de la Federación el día 30 del mes. El traslado se hizo de forma inmediata y sin problemas, quedando así constituido el actual municipio de Ahome con cabecera en Los Mochis.
El 30 de diciembre de 2010, la Villa de Ahome obtuvo la distinción de Pueblo Señorial.

## Demografía
Según el censo del 2010, la Villa de Ahome tenía una población de 5,632 hombres y 5,699 mujeres, y una población total de 11,331 habitantes.

### Territorio
El territorio que comprende la sindicatura de la Villa de Ahome, lo conforman las siguientes localidades:
- Agua Nueva
- Águila Azteca
- Ahome Independencia
- Bagojo Colectivo
- Bagojo del Río
- Cobayme
- Cuchilla de Cachoana
- El Bule
- El Colorado
- La Esmeralda
- La Florida
- Las Grullas Margen Izquierda
- Macapule
- Macapule de Bagojo
- Mayocoba
- Olas Altas (Emiliano Zapata n.º 1)
- San José de Ahome
- Santa Bárbara (Cabaihunaca)
- Villa de Ahome (cabecera central)

## Clima
La Villa de Ahome comúnmente tiene un clima húmedo cálido. Su temperatura media anual es de 25.2 °C. Se ha registrado una temperatura mínima anual de 17.4 °C y una máxima anual 33.1 °C, siendo la temporada más calurosa la que va de junio a septiembre. En el período de referencia, la precipitación pluvial promedio es 566 milímetros anuales, siendo los meses más lluviosos de julio a septiembre.
| Parámetros climáticos promedio de Ahome | Parámetros climáticos promedio de Ahome | Parámetros climáticos promedio de Ahome | Parámetros climáticos promedio de Ahome | Parámetros climáticos promedio de Ahome | Parámetros climáticos promedio de Ahome | Parámetros climáticos promedio de Ahome | Parámetros climáticos promedio de Ahome | Parámetros climáticos promedio de Ahome | Parámetros climáticos promedio de Ahome | Parámetros climáticos promedio de Ahome | Parámetros climáticos promedio de Ahome | Parámetros climáticos promedio de Ahome | Parámetros climáticos promedio de Ahome |
| Mes                                     | Ene.                                    | Feb.                                    | Mar.                                    | Abr.                                    | May.                                    | Jun.                                    | Jul.                                    | Ago.                                    | Sep.                                    | Oct.                                    | Nov.                                    | Dic.                                    | Anual                                   |
| --------------------------------------- | --------------------------------------- | --------------------------------------- | --------------------------------------- | --------------------------------------- | --------------------------------------- | --------------------------------------- | --------------------------------------- | --------------------------------------- | --------------------------------------- | --------------------------------------- | --------------------------------------- | --------------------------------------- | --------------------------------------- |
| Temp. máx. abs. (°C)                    | 39                                      | 37                                      | 40                                      | 41                                      | 41.5                                    | 42.5                                    | 46                                      | 50.5                                    | 49.5                                    | 43                                      | 39.5                                    | 35.5                                    | 50.5                                    |
| Temp. máx. media (°C)                   | 26.8                                    | 28.2                                    | 30.3                                    | 32.6                                    | 35.3                                    | 37.4                                    | 37.8                                    | 37.6                                    | 37                                      | 35.5                                    | 31.2                                    | 27.1                                    | 33.1                                    |
| Temp. media (°C)                        | 18.9                                    | 19.8                                    | 21.1                                    | 23.2                                    | 25.9                                    | 29.6                                    | 31.4                                    | 31.3                                    | 30.7                                    | 28.1                                    | 23.2                                    | 19.5                                    | 25.2                                    |
| Temp. mín. media (°C)                   | 11                                      | 11.4                                    | 11.9                                    | 13.7                                    | 16.5                                    | 21.8                                    | 25.1                                    | 25.1                                    | 24.5                                    | 20.6                                    | 15.2                                    | 11.9                                    | 17.4                                    |
| Temp. mín. abs. (°C)                    | 3                                       | 2                                       | 5                                       | 5                                       | 8                                       | 10                                      | 17                                      | 21                                      | 5                                       | 1                                       | 5                                       | 2                                       | 1                                       |
| Precipitación total (mm)                | 22                                      | 13                                      | 3                                       | 2                                       | 1                                       | 5                                       | 96                                      | 148                                     | 166                                     | 38                                      | 26                                      | 46                                      | 566                                     |
| Fuente: Weatherbase                     |                                         |                                         |                                         |                                         |                                         |                                         |                                         |                                         |                                         |                                         |                                         |                                         |                                         |

## Educación

### Educación superior
- Instituto Tecnológico de Los Mochis, Campus Villa de Ahome.

### Educación media superior
- Cobaes 03 Profra. Velina León de Medina

### Educación media
- Escuela Secundaria Estatal "Margarita Maza de Juárez"

- Escuela  Secundaria General "Ernesto Gamez García"

### Educación básica
- Escuela Primaria "Justo Sierra Méndez Justo Sierra"

- Escuela Primaria "Graciela Robles de Valdez"

- Escuela Primaria "José María Morelos José María Moleros y Pavón"

## Turismo
Tiene diferentes atractivos turísticos entre los que destacan:
- El Arco en la entrada sur
- El centro histórico
- Iglesia de San Antonio de Padua
- La Casa Azul
- Edificio de la Sindicatura
- Plazuela Benito Juárez
- Parque Dr. Jesse James Maxwell King
- Centro Ceremonial Yoreme
- Casa de Zacarias Ochoa
- Escuela Álvaro Obregón
- Río Fuerte
- Escuela José María Morelos
- Mercado municipal

## Personajes de la Villa de Ahome
Ligados a esta población, están muchos personajes ilustres:
- Andrés Pérez Ribas
- Dr. Jessee Maxwell
- Vicente Águila
- Zacarías Ochoa
- Gral. José María Ochoa
- Profr. Ernesto Gamez García
- José Ángel Espinoza "Ferrusquilla"
- Lic. Alfredo Valdez Montoya
- Profra. Velina León de Medina
- Jorge Medina León
- Luis Romo